# مارتن شوتس
مارتن شوتس هو عازف تشيلو سويسري، ولد في 1954 في بيال/بيان في سويسرا.

## وصلات خارجية
- مارتن شوتس على موقع IMDb (الإنجليزية)